# تاريخ للعقل (كتاب)
تاريخٌ للعقل: التطور وولادة الوعي (بالإنجليزية: A History of the Mind)‏ هو كتاب صدر عام 1992 عن معضلة العقل والجسد للطبيب النفسي نيكولاس همفري، قدّم المؤلف من خلاله فرضية حول الوعي جرى انتقادها على أنها تخمينية.

## ملخص الكتاب
يصف همفري كتابه بأنه "تاريخ جزئي لجزء ممّا يشكّل العقل البشري: تاريخٌ تطوريّ لكيفية دخول الوعي الحسي إلى العالم وما دوره هناك"، ويناقش آراء الشاعر صمويل تيلور كولريدج والفلاسفة أمثال كولين ماكغين ودانيال دينيت، والظاهرة المعروفة باسم العمى البصري التي يحتفظ فيها الأشخاص المكفوفون في جزء كبير من المجال البصري "بقدرات إدراكية معينة" ويبدو أنهم يمتلكون "تصوراً بلا إحساس".